# Рудольф Вокер
Рудольф Малкольм Вокер (англ. Rudolph Malcolm Walker; нар. 28 вересня 1939, Сан-Хуан, Сан-Хуан – Лавентіль, Тринідад і Тобаґо) — тринідадський та британський  актор кіно та телебачення. 

## Життєпис
Рудольф Вокер народився 28 вересня 1939 року в місті Сан-Хуан, Тринідад і Тобаґо. 
Навчався у Театральній майстерні Тринідаду під керівництвом Дерека Волкотта.

## Фільмографія
- 2006 — Мешканці Іст-Енду / EastEnders — Патрік Трумен
- 1997-2001 — Телепузики / Teletubbies — ріжні чоловічі ролі (озвучення)
- 1996 — Ґарґульї / Gargoyles — вождь племені (озвучення)
- 1991 — Король Ральф / King Ralph — Муламбон, король Замбез
- 1990 — Містер Бін / Mr. Bean — епізодична роль
- 1969 — Доктор Хто / Doctor Who   Гарпер